# Six Flags México
Koordinaten: 19° 17′ 42″ N, 99° 12′ 32″ W
Six Flags México ist ein Freizeitpark der bekannten Freizeitparkgruppe Six Flags. Der 0,45 km² große Park befindet sich in der mexikanischen Hauptstadt Mexiko-Stadt und wurde 1982 als Reino Aventura eröffnet.

## Attraktionen

### Achterbahnen
| Name                      | Typ                                 | Hersteller                  | Eröffnungsjahr |
| ------------------------- | ----------------------------------- | --------------------------- | -------------- |
| Batman The Ride           | Inverted Coaster                    | Vekoma                      | 2000           |
| Boomerang                 | Shuttle Coaster                     | Vekoma                      | 1988           |
| Dark Knight               | Wilde Maus, Dunkelachterbahn        | Mack Rides                  | 2009           |
| Joker                     | Spinning Coaster                    | Gerstlauer                  | 2013           |
| Medusa Steel Coaster      | Hybrid Coaster                      | Rocky Mountain Construction | 2014           |
| Superman el Último Escape | Hyper Coaster                       | D.H. Morgan                 | 2004           |
| Superman Krypton Coaster  | Familienachterbahn                  | Vekoma                      | 1993           |
| Tsunami                   | Familienachterbahn                  | Zierer                      | 1981           |
| Wonder Woman              | 4th-Dimension-Coaster, Wing Coaster | S&S                         | 2018           |
| Unbekannt                 | Familienachterbahn, Shuttle Coaster | -                           | 2026 (im Bau)  |

#### Ehemalige Achterbahnen
| Name   | Typ            | Hersteller                    | Eröffnung | Schließung |
| ------ | -------------- | ----------------------------- | --------- | ---------- |
| Medusa | Holzachterbahn | Custom Coasters International | 2000      | 2013       |